# Saint-Léger-les-Mélèzes
Pour les articles homonymes, voir Saint-Léger.
Saint-Léger-les-Mélèzes est une commune française située dans le département des Hautes-Alpes en région Provence-Alpes-Côte d'Azur.

## Géographie
Saint-Léger-les-Mélèzes se situe au pied des Autanes.

### Climat
Pour des articles plus généraux, voir Climat de Provence-Alpes-Côte d'Azur et Climat des Hautes-Alpes.
En 2010, le climat de la commune est de type climat de montagne, selon une étude du Centre national de la recherche scientifique s'appuyant sur une série de données couvrant la période 1971-2000. En 2020, Météo-France publie une typologie des climats de la France métropolitaine dans laquelle la commune est exposée à un climat de montagne ou de marges de montagne et est dans la région climatique Alpes du sud, caractérisée par une pluviométrie annuelle de 850 à 1 000 mm, minimale en été.
Pour la période 1971-2000, la température annuelle moyenne est de 7,7 °C, avec une amplitude thermique annuelle de 16,3 °C. Le cumul annuel moyen de précipitations est de 1 084 mm, avec 8 jours de précipitations en janvier et 6,5 jours en juillet. Pour la période 1991-2020, la température moyenne annuelle observée sur la station météorologique de Météo-France la plus proche, « St Jean-St-Nicolas », sur la commune de Saint-Jean-Saint-Nicolas à 4 km à vol d'oiseau, est de 8,8 °C et le cumul annuel moyen de précipitations est de 943,2 mm. 
La température maximale relevée sur cette station est de 34,1 °C, atteinte le 28 juin 2019 ; la température minimale est de −19,7 °C, atteinte le 5 février 2012,,.
Les paramètres climatiques de la commune ont été estimés pour le milieu du siècle (2041-2070) selon différents scénarios d'émission de gaz à effet de serre à partir des nouvelles projections climatiques de référence DRIAS-2020. Ils sont consultables sur un site dédié publié par Météo-France en novembre 2022.

## Urbanisme

### Typologie
Au 1er janvier 2024, Saint-Léger-les-Mélèzes est catégorisée commune rurale à habitat dispersé, selon la nouvelle grille communale de densité à 7 niveaux définie par l'Insee en 2022.
Elle est située hors unité urbaine. Par ailleurs la commune fait partie de l'aire d'attraction de Gap, dont elle est une commune de la couronne,. Cette aire, qui regroupe 73 communes, est catégorisée dans les aires de 50 000 à moins de 200 000 habitants,.

### Occupation des sols
L'occupation des sols de la commune, telle qu'elle ressort de la base de données européenne d’occupation biophysique des sols Corine Land Cover (CLC), est marquée par l'importance des forêts et milieux semi-naturels (49,8 % en 2018), en diminution par rapport à 1990 (57,1 %). La répartition détaillée en 2018 est la suivante : 
forêts (43,7 %), zones agricoles hétérogènes (27,1 %), terres arables (9 %), prairies (8,6 %), zones urbanisées (5,5 %), espaces ouverts, sans ou avec peu de végétation (4,2 %), milieux à végétation arbustive et/ou herbacée (1,9 %).
L'évolution de l’occupation des sols de la commune et de ses infrastructures peut être observée sur les différentes représentations cartographiques du territoire : la carte de Cassini (XVIIIe siècle), la carte d'état-major (1820-1866) et les cartes ou photos aériennes de l'IGN pour la période actuelle (1950 à aujourd'hui).

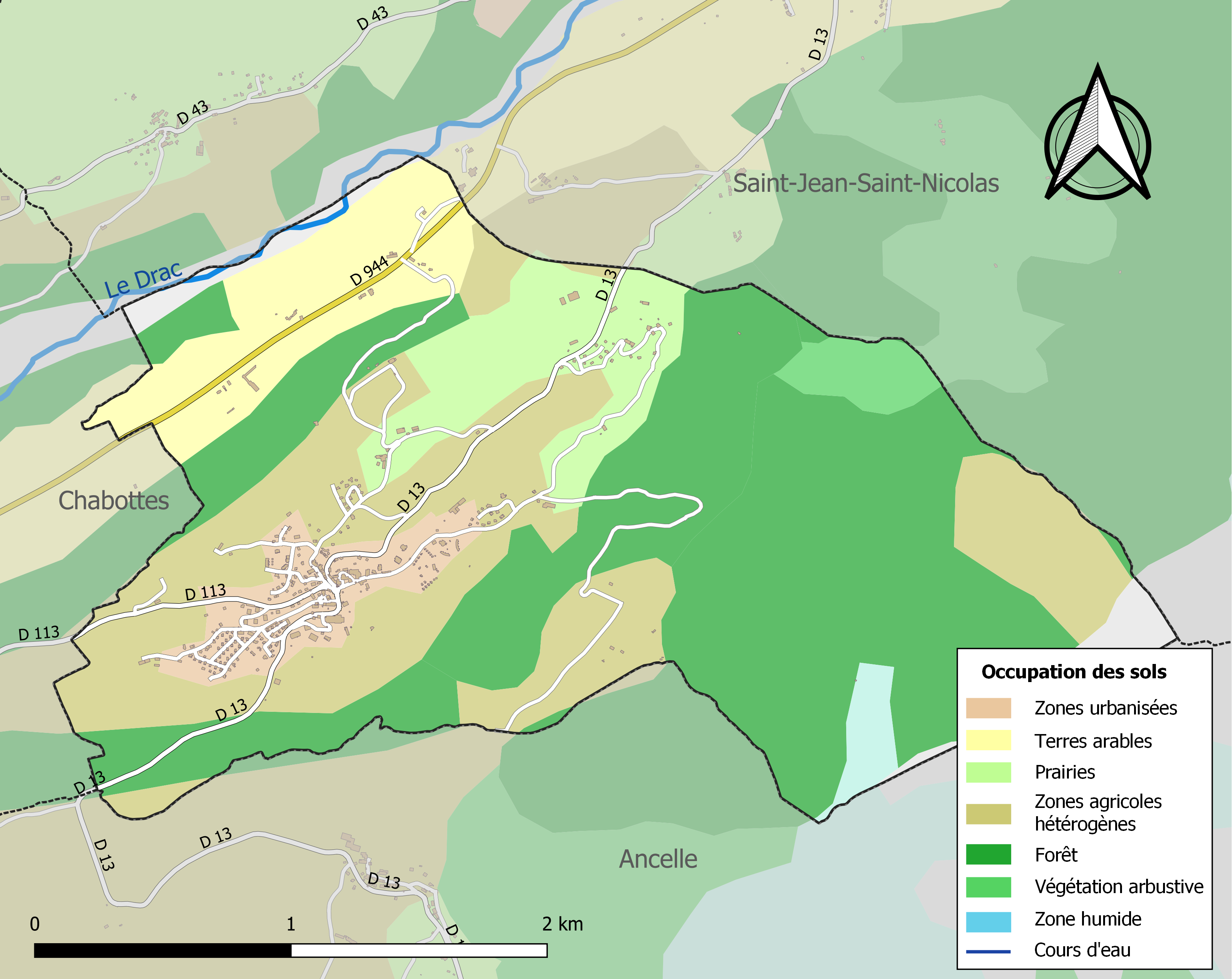
Carte de l'occupation des sols de la commune en 2018 (CLC).

## Toponymie
Le nom de la localité est attesté sous la forme latine Santus Lagerius en 1378 et en 1479. Il s'agit très probablement de saint Léger d'Autun, évêque, martyr (+ 679).
En 1789, Saint-Léger devient brièvement la commune de Léger les Bois.
C'est en 1936 que le conseil municipal ajoute « -les-Mélèzes » au nom de la commune.
Sant-Lagier-los-Mèuzes en occitan.

## Histoire
(mars 2012).
Si vous disposez d'ouvrages ou d'articles de référence ou si vous connaissez des sites web de qualité traitant du thème abordé ici, merci de compléter l'article en donnant les références utiles à sa vérifiabilité et en les liant à la section « Notes et références ».

### Histoire de Saint-Léger
Il est difficile de dater exactement la fondation du village de Saint-Léger, car les documents écrits n'apparaissent qu'au XVe siècle.
Les seuls éléments sont les chartes des ordres religieux, heureusement conservées .Comme la plupart des villages de la vallée, la fondation de Saint-Léger pourrait se situer vers l'an 1000. D'après les vestiges trouvés, nous savons que dès l'âge du bronze (1500 av. J.-C.), la vallée était habitée.
Au temps de l'invasion romaine, Jules César appelait Tricoriens les habitants de la vallée du Drac.
Nous savons qu'une route secondaire reliait le col de Manse à Orcières, au sud du village actuel, à l'endroit encore appelé les Routes, mais sans indication d'habitat ; on peut supposer que, s'il y avait une route, c'est que le site était peuplé.
À partir de l'an 500 débutent les grandes invasions : Lombards, Burgondes, et surtout, vers l'an 700, les Sarrasins occupent tout le pays. En l'an 980, saint Mayeul, abbé de Cluny (personnage de l'église très important à l'époque) est arrêté près de chez nous par les Sarrasins ; c'est le début de la « conquête des Alpes » par les comtes de Provence pour libérer la région des bandes arabes. À partir de là s'instaure la sécurité : les Provençaux occupent le territoire, construisent des châteaux : la féodalité s'installe avec le régime des seigneurs locaux ; la population se sédentarise et les villages se construisent. Saint-Léger appartient au mandement du comte de Faudon (baile ou représentant du comte de Provence). À l'époque, il se nomme encore « Le Serre » (petite colline) au sommet duquel fut édifié le tout premier château. La paix revenue, les moines évangélisent le pays ; ceux de Saint-André de Gap fondent un prieuré, et une église à Saint-Léger (sans doute en hommage à l'ancien évêque d'Autun que les moines de Gap, filiale de Cluny, portaient en vénération).

### Saint-Léger-les-Mélèzes
Pendant deux siècles, le village se développe sous l'entière autorité des seigneurs.Vers 1250, le mandement de Faudon passe sous l'autorité du Dauphin et bénéficie de plusieurs libertés : 
- droit d'élire des consuls (délégués communaux)
- droit de fournage (d'avoir un four banal ou commun)
- droit de pâturage
- droit d'arrosage (c'est en 1250 qu'est creusé le canal d'Ancelle à Saint-Léger)

Peu à peu, les gens se libèrent du seigneur, aidés par le Dauphin. La population augmente, l'agriculture se développe, la principale ressource étant l'élevage de mouton, « l'aver » c'est-à-dire « l'avoir », le capital. D'ailleurs, dans le langage local, cette appellation est restée pour désigner le mouton. En 1335, au recensement delphinal, Saint-Léger compte 77 feux (ou familles), ce qui, avec une moyenne de six personnes par foyer, représente près de 500 habitants. Par la suite, les famines et les épidémies (peste noire en 1348) en tueront plus de la moitié. Il faudra attendre le XVIIIe siècle pour retrouver le même niveau démographique.

### Saint-Léger avant la Révolution
En 1789, Saint-Léger devient commune de Léger les Bois. Il faudra de longues tractations pour fixer ses limites avec Ancelle. Seconde moitié du XIVe siècle : une route carrossable est construite vers La Plaine pour désenclaver le village ; on construit une école, on reconstruit la cure, l'église et son clocher.
Détruit par un incendie en 1921, le village est rebâti avec son visage actuel. Le mot « les Mélèzes » est rajouté par M. Brochier en 1936.

## Politique et administration
| Période                                  | Période   | Identité         | Étiquette    | Qualité |
| ---------------------------------------- | --------- | ---------------- | ------------ | --- |
| av.1958                                  | ?         | Jean Ariey       | DVG puis UNR | Cultivateur, suppléant du député Robert Garraud (1958-1962), conseiller général du canton d'Orcières (1951-1964) |
| Les données manquantes sont à compléter. |           |                  |              | |
| mars 2001                                | mars 2008 | Robert Villard   |              | |
| mars 2008                                | En cours  | Gérald Martinez, |              | Employé civil ou agent de service de la fonction publique                                                        |

## Démographie
L'évolution du nombre d'habitants est connue à travers les recensements de la population effectués dans la commune depuis 1793. Pour les communes de moins de 10 000 habitants, une enquête de recensement portant sur toute la population est réalisée tous les cinq ans, les populations de référence des années intermédiaires étant quant à elles estimées par interpolation ou extrapolation. Pour la commune, le premier recensement exhaustif entrant dans le cadre du nouveau dispositif a été réalisé en 2004.

En 2022, la commune comptait 369 habitants, en évolution de +7,27 % par rapport à 2016 (Hautes-Alpes : +0,4 %, France hors Mayotte : +2,11 %).
| 1793 | 1800 | 1806 | 1821 | 1831 | 1836 | 1841 | 1846 | 1851 |
| ---- | ---- | ---- | ---- | ---- | ---- | ---- | ---- | ---- |
| 270  | 256  | 294  | 276  | 261  | 290  | 276  | 270  | 278  |

| 1856 | 1861 | 1866 | 1872 | 1876 | 1881 | 1886 | 1891 | 1896 |
| ---- | ---- | ---- | ---- | ---- | ---- | ---- | ---- | ---- |
| 272  | 290  | 281  | 282  | 260  | 220  | 245  | 227  | 247  |

| 1901 | 1906 | 1911 | 1921 | 1926 | 1931 | 1936 | 1946 | 1954 |
| ---- | ---- | ---- | ---- | ---- | ---- | ---- | ---- | ---- |
| 258  | 250  | 247  | 194  | 167  | 165  | 171  | 139  | 159  |

| 1962 | 1968 | 1975 | 1982 | 1990 | 1999 | 2004 | 2006 | 2009 |
| ---- | ---- | ---- | ---- | ---- | ---- | ---- | ---- | ---- |
| 159  | 137  | 224  | 190  | 182  | 228  | 308  | 316  | 319  |

| 2014 | 2019 | 2022 | - | - | - | - | - | - |
| ---- | ---- | ---- | - | - | - | - | - | - |
| 346  | 362  | 369  | - | - | - | - | - | - |

## Économie
Saint-Léger-les-Mélèzes vit surtout du tourisme d'hiver (station de Saint-Léger-les-Mélèzes, en collaboration avec Chaillol et Laye) et d'été et de l'agriculture.

## Lieux et monuments

### Le Refuge des animaux

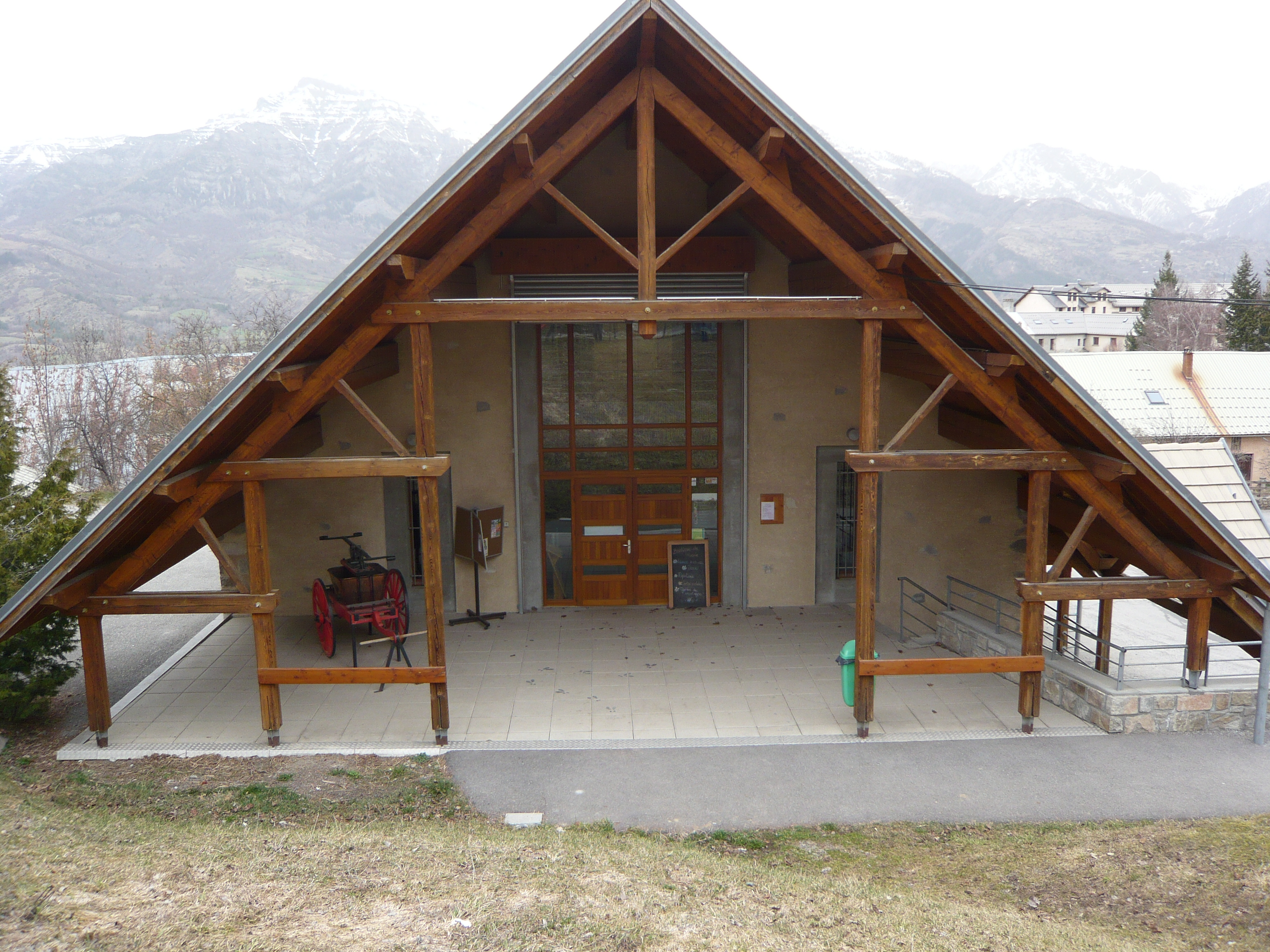
Écomusée Le refuge des animaux

Le Refuge des animaux est l'une des maisons composant l'« écomusée éclaté » du Champsaur. Il est élaboré autour de la collection d'animaux naturalisés de monsieur Bonnet. La collection compte plus de 300 mammifères, oiseaux et reptiles et une variété impressionnante de papillons et autres insectes.

### Le château de Saint-Léger
Un premier château aurait été construit au XVe siècle. Il aurait été restauré et agrandi pour Salomon du Serre, évêque de Gap, dont les armes accompagnées de la date 1612 ornent le portail de la cour. Le corps de logis, dont les fenêtres étaient à meneaux et croisillons, a été entièrement réaménagé en 1877 pour la famille Brochier, nouveaux propriétaires du château. Inscription sur le linteau de la porte du corps de logis : 1877 AB

Ce prieuré créé par les moines de Cluny a été fortifié et placé sous la protection des princes de Provence, à l'initiative de l'église : il semblerait que ce château ne comportât que le bâtiment central avec un étage de moins qu’aujourd’hui. La façade qui longe la route et les deux tours incorporées au corps de logis datent de cette époque : ces tours possédaient vraisemblablement une toiture en pointe qui a été intégrée à la toiture du bâtiment lors de la surélévation de celui-ci au XIXe siècle. Devenu la propriété du seigneur de Saint Léger, le château a été agrandi et transformé par Salomon du Serre qui joua un rôle important en tant qu'évêque de Gap au début du XVIIe. L'on reconnaît certaines analogies avec l'architecture militaire du duc de Lesdiguières qui a probablement apporté son concours à son cousin Charles Salomon du Serre, dont les armoiries, visibles au-dessus du portail, portent la date 1612. De cette famille « du Serre », Antoine, dit « capitaine Rivai », père de Charles Salomon, fut un fidèle compagnon d'armes d'Henri de Navarre (futur Henri IV) dans les armées protestantes.

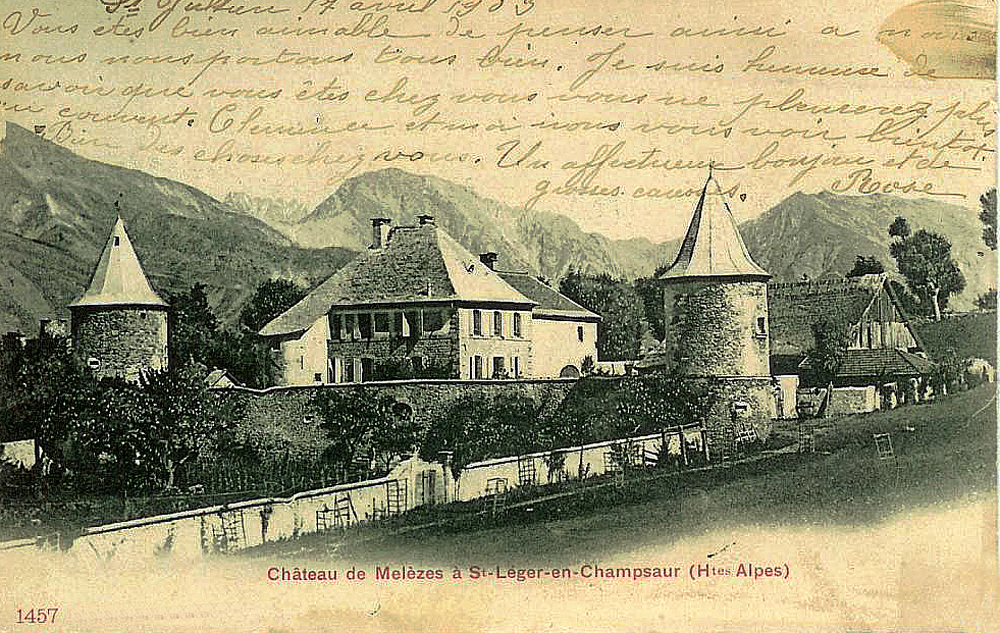
Château de Saint-Léger-les-Mélèzes.

Parmi les nombreux aménagements dus à Charles Salomon, on peut noter l'enceinte de murailles percées de meurtrières avec ses 4 tours d'angles (dont 2 sont encore intactes, et les 2 autres marquées par leurs bases) et dont chacune avait un rôle particulier : celle du nord-ouest servait de tour de garde ; à l'étage, un soufflet de forge, soit pour entretenir le feu, soit pour les guetteurs en faction, soit pour couler des munitions ; une échelle de perroquet permet d'accéder au toit où un pourtour de planches était le chemin de ronde du soldat chargé de veiller sur tous les points d'arrivée au village. La tour du Sud-Est abrite un gigantesque pigeonnier qui occupe toute la hauteur de la tour : les centaines de nids qui abritaient les pigeons étaient accessibles par une échelle tournante montée sur un pivot de bois (toujours en place).
Au pied de cette tour, mais à l'extérieur de la muraille, un four à pain pouvait être utilisé par les gens du village. Les 2 dernières tours de la fortification sont en ruine. Hors des remparts, dans la partie Nord se trouvait un moulin (en ruine) : sa roue à aubes, entraînée par un torrent issu du canal d'arrosage, a disparu depuis plusieurs décennies, lors d'une période où le château était inhabité. 

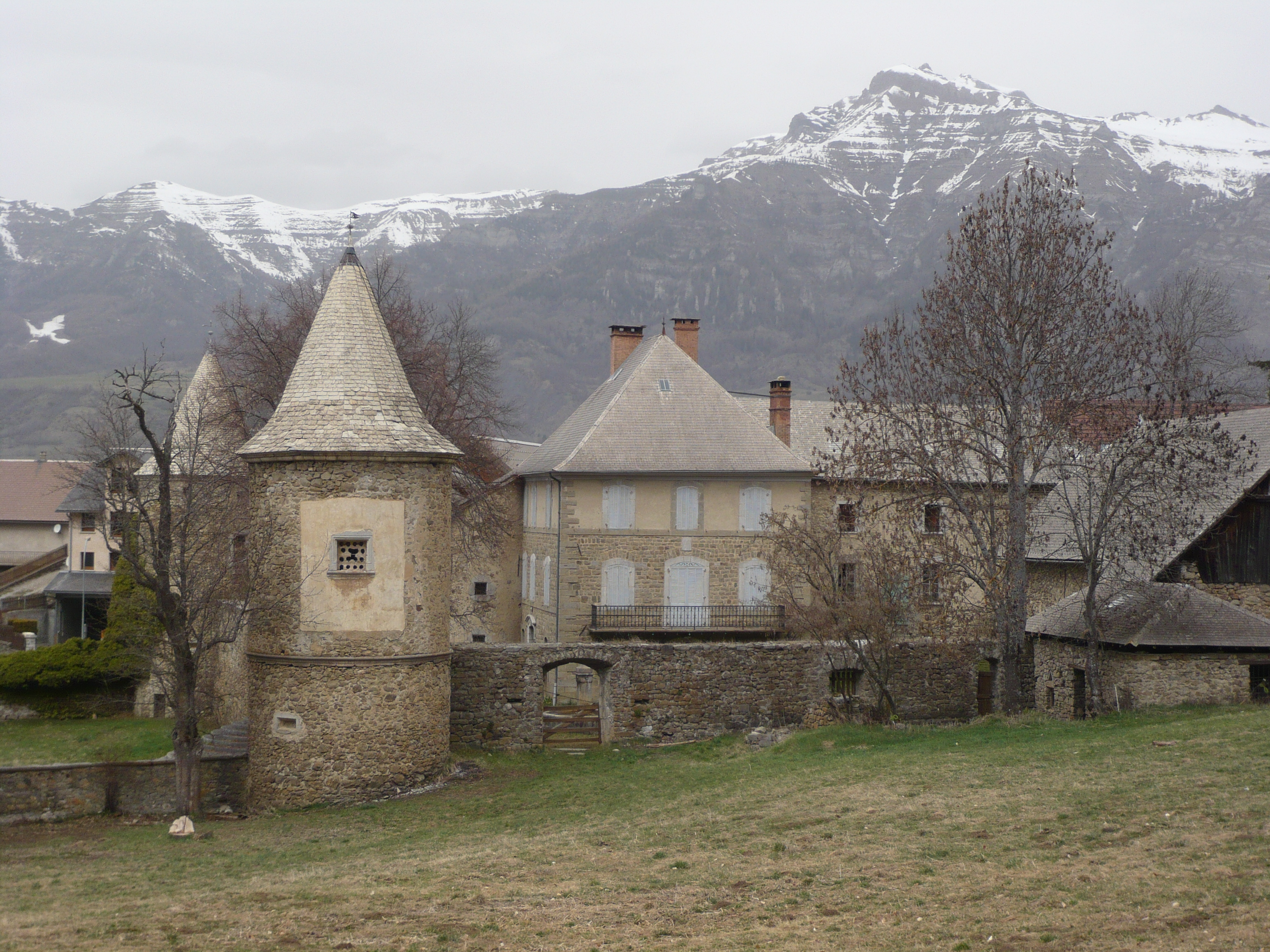
Façade du château.

Outre les aménagements défensifs, d'autres travaux en firent une résidence agréable :
- le vaste jardin suspendu domine le village, avec son bassin central et son perron de pierres ;
- la cour intérieure, avec son bassin à quatre jets alimentés par une source du château.

Après l'évêque Charles Salomon du Serre, qui s'était retiré à Saint-Léger vers la fin de sa vie, un autre évêque a laissé des traces à Saint-Léger : il s'agit de l'évêque Sixt (Francis) de Narbonne dont la famille possédait le château au début du XVIIe siècle. Puis c'est la famille Lavalette, propriétaire après Monseigneur Sixt, qui vendit le château aux actuels propriétaires : la famille Brochier, en 1801. Antoine Brochier décida d'habiter Saint-Léger ; il entreprit des transformations au château pour faciliter l'hébergement de sa nombreuse famille (18 enfants) :
- l'escalier extérieur fut remplacé par un magnifique escalier intérieur en chêne.
- on suréleva le bâtiment dont les deux tours à toiture en pointe ont été intégrées au bâtiment avec une toiture avec une seule pente.

Inscrit à l'inventaire des monuments historiques en 1996, le château et ses abords sont désormais l'objet du dispositif de protection qui tend à assurer le respect de l'intégrité de ce témoignage de l'histoire locale.

### Le clocher de Saint-Léger
(mars 2012).
Si vous disposez d'ouvrages ou d'articles de référence ou si vous connaissez des sites web de qualité traitant du thème abordé ici, merci de compléter l'article en donnant les références utiles à sa vérifiabilité et en les liant à la section « Notes et références ».

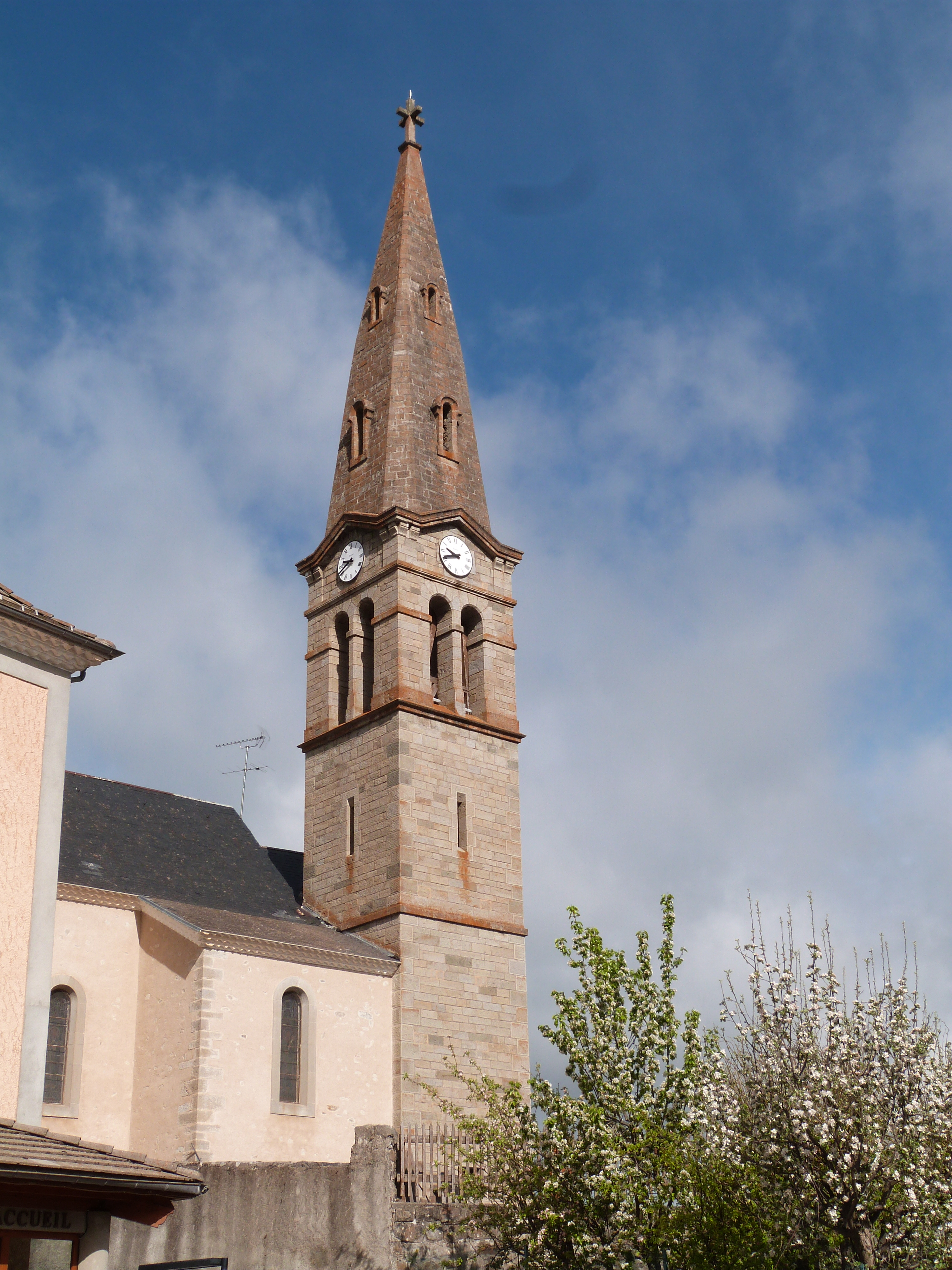
Le clocher de l'église Saint-Léger

Église Saint-Léger de Saint-Léger-les-Mélèzes. Elle est inscrite à l'Inventaire général du patrimoine culturel.
Il y avait autrefois un vieux clocher et une petite chapelle sur l'emplacement de laquelle l'actuel clocher a été construit.
C'est monsieur l'abbé Pierre Blanc, curé de Saint-Léger depuis mars 1881, qui a fait commencer en 1882 et mener à bien cette construction importante (vu le petit nombre de familles dans la paroisse).
Dans le registre de la paroisse, monsieur l'abbé Blanc nous dit les soucis et les difficultés qu'il a eu à surmonter.En l'an 1882, madame Honorine Roussel dit à l'abbé Blanc : « Notre triste et affreux clocher jure à côté de notre belle église (terminée en 1870) et de notre belle cure, il faut en faire un beau ; je vous assure une somme de 10 000 francs, cherchez le reste. » La saison était avancée et il y avait de nombreuses formalités à remplir pour être autorisé à démolir le vieux clocher et à en bâtir un nouveau.
Cependant, des ouvriers tailleurs de pierres, de passage à Saint-Léger, cherchaient du travail. Madame Roussel dit à monsieur le curé : « Faites-les travailler. Avec mon mari, nous paierons. » Ils étaient cinq, ils se mirent au travail. Au printemps 1884, les formalités étant faites, les matériaux préparés et les ouvriers prêts à travailler, le vieux clocher fut démoli et la première pierre du nouveau clocher fut posée et bénite solennellement en présence de toute la paroisse qui venait d'assister à la messe dite pour demander à Dieu que cette œuvre s'achève sans accident. Les fondations ont été creusées à plusieurs mètres de profondeur. Puis, ayant trouvé le terrain solide, on a commencé par un béton de 5 m au carré, tenant toute la surface du terrain et de 1,90 m d'épaisseur. C'est alors que mourut madame Roussel, et que monsieur le curé se découragea. L'œuvre fut malgré tout continuée. La route qu'on appelle Chemin-Neuf n'étant pas encore faite, il fallut transporter le sable du Drac à dos de mulets, par le chemin des Jacobs.
Chaque dimanche, monsieur le curé annonçait la corvée de la semaine et, le jour dit, tout le monde partait : les uns allaient tirer le sable du Drac et le transportaient en tombereaux jusque sur la grand'route, les autres le prenaient là et l'acheminaient à Saint-Léger à dos de mulets. Les pierres furent toutes prises au-dessus du village, amenées en hiver en les faisant glisser sur la neige. Au printemps, monsieur le curé fait reprendre le travail ; il s'aperçoit alors qu'il lui faudra d'autres échafaudages pour arriver au sommet.Effrayé par la dépense, et mesurant le manque de proportions de la flèche avec la tour nord-ouest du château, il prend un autre angle : voilà pourquoi notre clocher a une flèche légèrement brisée.Monsieur le curé eut l'idée de ménager deux tombes au pied du clocher : l'une avait été trouvée au fond de l'ancien clocher, ce devait être celle d'un prêtre car on y avait trouvé un bénitier, une croix, plusieurs médailles - sur lesquelles on pouvait lire 1487 en chiffres romains - et un bonnet pointu en soie comme ceux que portaient les prêtres (avant le bonnet carré ou barrette). Les deux tombes ont été consacrées, l'une à madame Roussel, l'autre à Mariane Brochier, les deux principales bienfaitrices. Ce clocher a nécessité trois années d'un travail opiniâtre : il n'a été achevé que l'été 1886. La croix taillée dans un bloc de pierre fut bénite le 24 juin 1886, jour de fête de saint Jean-Baptiste.
Le clocher mesure 36 mètres. Sa flèche très élancée est très singulière dans le Champsaur.

## Héraldique
| Blason de Saint-Léger-les-Mélèzes | Blason  | D'azur à une étoile de neige d'argent, au chef de sable cousu chargé de deux mélèzes d'argent et de deux soleils non figurés d'or alternés. |
| Blason de Saint-Léger-les-Mélèzes | Détails | Armes parlantes. Le statut officiel du blason reste à déterminer.                                                                           |